# Kero
Kero ist der Name eines sagenhaften Benediktinermönchs, der im 8. Jahrhundert im Kloster St. Gallen gewirkt haben soll.
Kero soll nach der älteren Handschriftenforschung die sogenannten „Keronischen Glossen“ verfasst haben, eine Art lateinisch-deutsches Wörterbuch. Diese Glossenhandschrift ist gemeinhin unter dem Namen „Abrogans“ bekannt, benannt nach dem ersten Worte, dessen darauffolgende volkssprachliche Umsetzung „dheomodi“ lautet. Auch soll eine Interlinearversion der Benediktinerregeln um 750 von ihm stammen. Urkundliche Hinweise auf Kero gibt es keine – im 19. Jahrhundert wurde nachgewiesen, dass der Verfasser Kero eine Fiktion ist.